# Generalitets- og Kommissariatskollegiet
Generalitets- og Kommissariatskollegiet var under enevælden fra 1767 til 1808 et generalkommissariat, der havde med de militære etaters økonomisager at gøre. Det blev oprettet ved, at landetatens generalkommissariat i 1763 gik op i et nydannet almindeligt generalkrigsdirektorium, der efter allerede i mellemtiden at være undergået visse forandringer i 1767 afløstes af det nye kollegium. I 1808 blev økonomisager atter udskilte og henlagte under et Generalkommissariatkollegium, under hvilket de der efter forblev til 1848.